# Castelul San Miguel
Castelul San Miguel (în spaniolă Castillo de San Miguel) este un castel situat în Garachico (Insulele Canare, Spania). 
A fost construit între 1575 și 1577 din ordinul lui Filip al II-lea al Spaniei pentru a proteja Garachico de posibile atacuri ale piraților, acest oraș fiind, în acea perioadă, capitala comercială și portul principal al insulei Tenerife. Este monument protejat din 1985, zona sa de protecție fiind delimitată în 1999.